# Dodë Gjergji

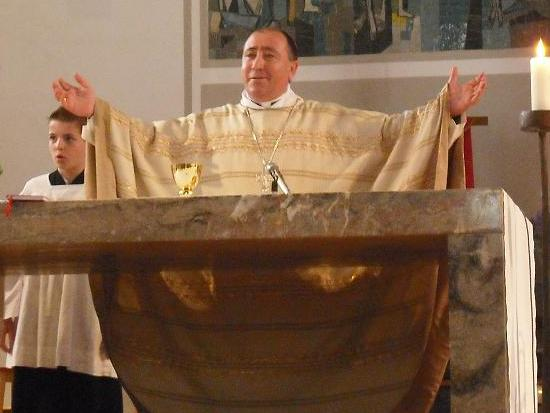
Dodë Gjergji (2009)

Wappen von Dodë Gjergji

Dodë Gjergji (* 16. Januar 1963 in Stubla bei Vitina, FVR Jugoslawien) ist ein kosovarischer Geistlicher und römisch-katholischer Erzbischof vom Kosovo.

## Leben
Gjergji wurde als Sohn von Pashk und Anna Gjergji in Stubla geboren. 1970 bis 1972 besuchte er die Grundschule in Stubla, von 1972 bis 1978 die Schule in Bibaj/Ferizaj und von 1978 bis 1982 das Staatliche und Allgemeinbildende Gymnasium Paulinium in Subotica. In Zagreb studierte er Philosophie und Theologie von 1982 bis 1988.
In Zym wurde Dodë Gjergji durch Weihbischof Nikë Prela am 15. August 1989 zum Priester des Bistums Skopje-Prizren geweiht. Seine erste Heilige Messe zelebrierte er in der römisch-katholischen Kirche in Ferizaj. Nach seiner Weihe zum Priester wurde er durch Bischof Prela zu seinem Sekretär ernannt. Gjergji erarbeitete in seiner Zeit als Priester der Diözese Skopje-Prizren liturgische Texte und arbeitete auch in dem römisch-katholischen Verlag Drita im Kosovo.
Am 5. Februar 2000 wurde Gjergji zum Apostolischen Administrator des albanischen Bistums Sapa ernannt. Papst Benedikt XVI. ernannte ihn am 23. November 2005 zum Bischof von Sapa. Die Bischofsweihe spendete ihm der Apostolische Nuntius in Albanien, Erzbischof John Bulaitis, am 5. Januar 2006. Mitkonsekratoren waren der Erzbischof von Shkodra-Pult, Angelo Massafra OFM, und der Apostolische Administrator von Prizren, Mark Sopi.
Am 12. Dezember desselben Jahres ernannte Papst Benedikt XVI. Gjergji in Nachfolge des verstorbenen Marko Sopi zum Apostolischen Administrator von Prizren.
Im Streit um die Unabhängigkeit des Kosovo sprach sich Dodë Gjergji für einen selbständigen Staat Kosovo als „einzige Option“ aus.
Mit der Erhebung der Administratur Prizren zum Bistum Prizren-Pristina durch Papst Franziskus wurde er am 5. September 2018 zu dessen ersten Diözesanbischof ernannt.